# Nínox bru
El nínox bru (Ninox scutulata) és una espècie d'ocell de la família dels estrígids (Strigidae). Habita boscos, manglars, terres de conreu i jardins d'Àsia meridional i Oriental des del Pakistan, Índia i Bangladesh, cap a l'est, fins al Sud-est Asiàtic, Sumatra, Borneo, Java, Sulawesi i Palawan, a les Filipines. El seu estat de conservació es considera de risc mínim.